# Onorato Nicoletti
Onorato Nicoletti   (Rieti, 21 de juny de 1872 - Pisa, 31 de desembre de 1929) va ser un matemàtic italià.

## Vida i obra
Nicoletti es va graduar en matemàtiques a la Scuola Normale Superiore de Pisa. Després d'un any donant classes a Roma va obtenir una plaça docent a la universitat de Mòdena on va restar fins que el 1900 quan va obtenir per oposició una càtedra a la universitat de Pisa, on va romandre la resta de la seva vida; primer com catedràtic d'àlgebra i, després de la mort d'Ulisse Dini, com cap d'Analisi infinitesimal.
Nicoletti va treballar sobre tot en els camps dels algorismes iteratius, en les equacions en derivades parcials i, potser el més interessant, en les equivalències dels agregats polièdrics, complementant els esforços de Max Dehn en resoldre el tercer problema de Hilbert.
El seu interès per la didàctica de les matemàtiques el va portar a editar, juntament amb Roberto Marcolongo, llibres de text per a l'ensenyament secundari que van tenir molt ampla difusió.